# Figites urticarum
Figites urticarum är en stekelart som beskrevs av Anders Gustav Dahlbom 1846. Figites urticarum ingår i släktet Figites, och familjen glattsteklar. Arten är reproducerande i Sverige.